# كاني كن (نجف أباد)
كاني كن (بالفارسية: کانی کن) هي قرية تقع في إيران في Najafabad Rural District. يقدر عدد سكانها بـ 223 نسمة بحسب إحصاء 2016.